# BMW R 80 G/S
Ne doit pas être confondu avec BMW R 80 GS.
La BMW R 80 G/S est un modèle de moto produit par le constructeur allemand BMW dans les années 1980.

## Historique
En 1979, à contre courant de la tendance « grosmono » de l'époque (avec en porte drapeau la Yamaha XT 500), Jean-Claude Morellet dit « Fenouil » choisit un flat-twin BMW pour participer au premier Paris-Dakar. Une BMW routière légèrement adaptée à l'épreuve. En manquant de peu la deuxième place du podium, il montre l'opportunité de son choix et par la même occasion l'intérêt que pourrait susciter ce genre de machine pour redéfinir la catégorie Trail.
Apparue en mai 1980, la R 80 G/S (pour « Gelände/Strasse », en français : « tout-terrain/route ») est la moto qui lança la gamme GS de la marque BMW. Comme son nom l'indique, ce modèle est le fruit du croisement d'une moto BMW routière classique avec les prototypes dédiés aux compétitions d'enduro. Afin de rendre polyvalente sa nouvelle machine, BMW décide de faire des concessions à ses capacités tout-terrain. Révolutionnaire, la R 80 G/S redéfinira les contours de la catégorie trail.

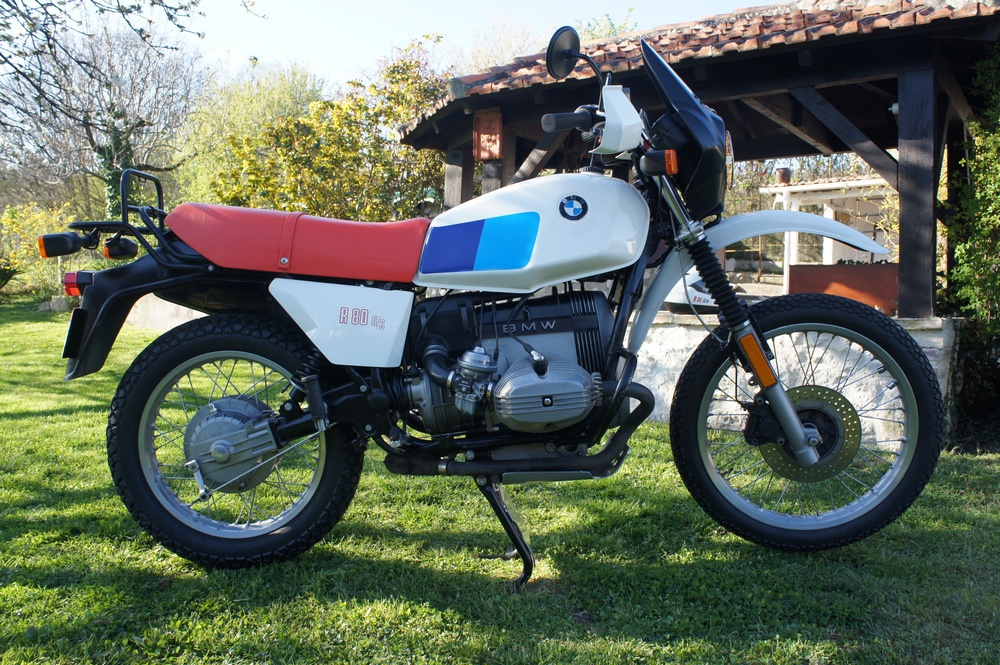
R 80 G/S profil droit.

À la fin des années 1970, le contexte est favorable à l'apparition d'un gros trail bicylindre. La popularité des grands raids comme le Paris-Dakar poussèrent les « gros-monos » comme la célèbre Yamaha XT 500, les Honda 500XR ou XLS et autre Suzuki DR à montrer leurs limites en performances et en fiabilité. BMW avec la R 80 G/S frappe alors juste, fort, et surprend une concurrence tellement incrédule qu'elle ne répondra que mollement, tardivement et maladroitement. Les résultats en rallyes-raids confirment l'opportunité du concept. Le public suit, et ainsi la catégorie trail se scinde en deux familles, reléguant progressivement le « gros-mono » à l'utilitaire, à la ville ou plus tard au Supermotard. Bien que plus coûteux et plus lourd, le bicylindre s'approprie définitivement les grands espaces.
La R 80 G/S fut produite dans l'usine berlinoise de Spandau et fut présentée pour la première fois à la presse internationale en septembre 1980 près d'Avignon.

### Motorisation

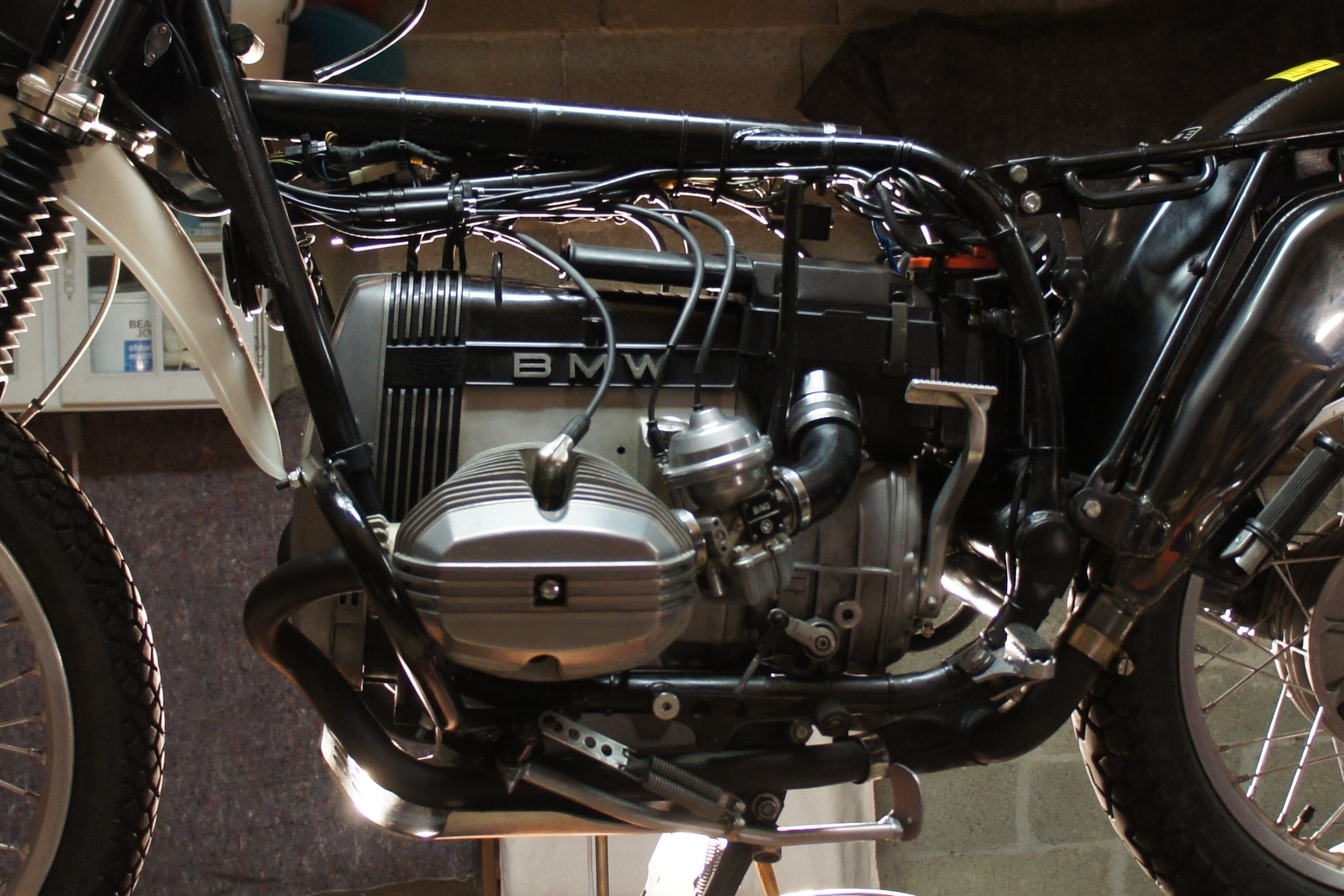
Moteur flat-twin BMW R80 G/S.

Elle possède un moteur déjà existant sur les BMW de la série 7 de 1979, BMW l'utilise mais non sans l'avoir fait évoluer dans une recherche de fiabilité et surtout de gain de poids. Cette cure d'amaigrissement porte principalement sur le volant moteur qui est très allégé, le disque d’embrayage voit lui son diamètre réduit. Les cylindres ne sont plus en fonte chemisée mais en aluminium recouvert d'un revêtement extrêmement résistant à base de nickel et de carbure de silicium (de marque Nikasil ou Galnikal). Cette évolution apporte au moteur une plus grande résistance à l'usure. L'allègement obtenu sera ainsi de 8 kg, un gain qui se porte essentiellement sur des pièces en mouvement.
D'une cylindrée de 798 cm3, ce moteur délivre une puissance de 50 ch à 6 500 tr/min pour un couple de 5,7 kg m à 5 000 tr/min. Il mène la machine à 166 km/h, et les 100 km/h sont atteints en 6,6 s, ce qui était un record absolu pour une machine de type trail. Afin de pouvoir rouler à l'essence ordinaire plombée, le taux de compression est bas (8,2 à 1), cette moto destinée aux voyages pouvait ainsi rouler avec toutes les essences trouvées dans le monde à l'époque. De nos jours, cette capacité à fonctionner avec un indice d'octane bas permettrait d'utiliser du SP95, mais ce carburant comporte 5 % d’éthanol et cela le rend peu compatible avec les caoutchoucs de cette génération. Il est donc préfèrable de rouler au SP98. Il est possible de substituer le plomb absent dans ces carburants modernes par des additifs dont l'utilité est controversée.
La consommation moyenne mesurée par les journalistes essayeurs de l'époque était de 5,6 l/100 km, ce qui donne avec une capacité de 19,5 l, une autonomie théorique maximum de 350 km. La carburation sera retouchée en 1983 (voir fin du paragraphe dédié à la version « Paris Dakar »).

### Équipements

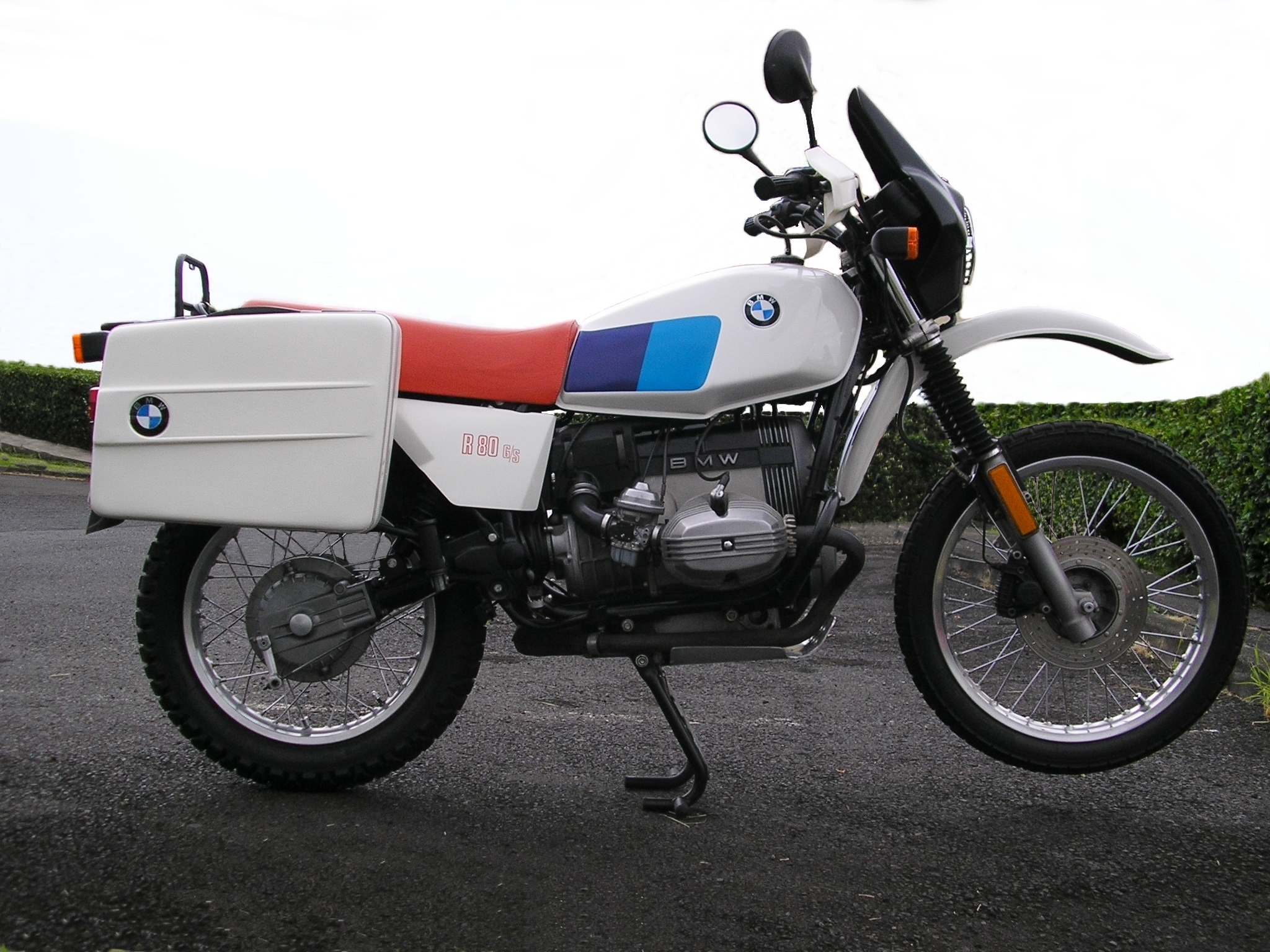
Au début de la production, il n'était possible d'installer qu'une valise du côté droit. Ici la valise Krauser.

Les équipementiers durent s'adapter à ces performances inédites. Ainsi, la firme Metzelzer dut concevoir des pneus mixtes adaptés au rythme imposé. Les premiers Metzeler Enduro (Enduro I à l'avant et Enduro II à l’arrière) furent donc conçus tout spécialement pour cette machine. Ainsi, l'indice de vitesse « R » leur permet de supporter des vitesses de 170 km/h. Les caractéristiques de ces pneus sont : 3,00-21 48 R à l'avant et 4,00-18 64 R à l’arrière. Plus tard, les Michelin T61, au profil plus accrocheur mais moins polyvalent, furent également conseillés en première monte (conseils de monte pneumatique collés sur le garde-boue arrière, cachés sous la selle). Leur indice « S » leur permettant des vitesses de 180 km/h. Leurs caractéristiques étaient : avant 3,25-21 57 S, arrière 4,60 S 18. Sont également homologués les pneus arrière : 4,25-18 66 S et 120/90 S 18, avant : 90/90-S 21.
Les jantes étaient en aluminium.
La R 80 G/S inaugure un système de suspension révolutionnaire : le Monolever. Il est constitué d'un amortisseur unique et d'un monobras oscillant. Si au début des années 1980 le mono-amortisseur était incontournable, le bras unique était une première mondiale. Il est un tunnel extrêmement rigide abritant un arbre de transmission et portant à lui seul la roue et l'amortisseur. Ce système comportait le double avantage d'alléger la machine (le gain annoncé est de 2 kg) et de simplifier la maintenance. La roue arrière se démonte en effet comme une roue de voiture. Hors compétition, le Monolever se révélera extrêmement fiable et rigide.

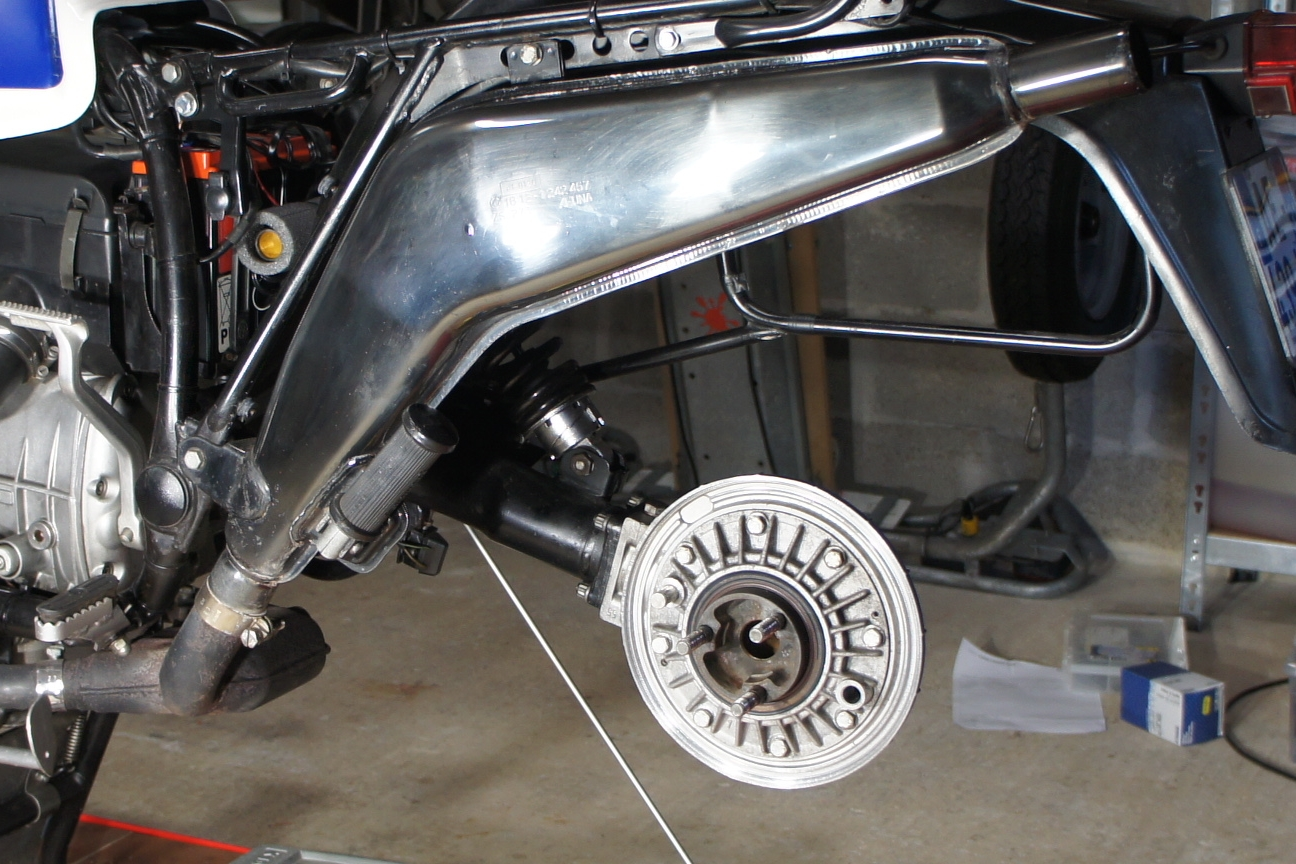
Le Monolever : un bras oscillant unique. À l'intérieur du bras passe l'arbre de transmission. La roue se retire comme sur une automobile. Ici la roue et les mâchoires de frein sont démontées.

Le rapport de pont avec 11/37 dents est de 3,36:1. Les rapports de la boite à 5 vitesses sont de 4,4 / 2,86 / 2,07 / 1,67 / 1,50:1. Avec ce rapport de pont, le compteur de vitesse doit être un W773 (ce chiffre est inscrit sur celui-ci).
Il était possible de commander la G/S avec un rapport de pont plus court (9/32 dents) pour un usage tout-terrain plus intensif (9/32 donnant un rapport de 3,56:1) le compteur de vitesse serait dans ce cas un W820.
BMW conçoit cette nouvelle machine en utilisant un maximum de pièces déjà présentes sur le reste de la production. Côté partie-cycle, elle reprenait en effet un cadre tubulaire à double berceau provenant de la R 65 de la marque. Il fut choisi pour sa légèreté (comparativement à celui des cylindrées supérieures). Il fut renforcé pour résister aux contraintes du tout-terrain et du système Monolever. Sa boucle arrière démontable spécifique se révélera fragile en cas d'emport de lourds bagages, aussi elle fut renforcée quelques années plus tard. La fourche de marque Brembo était en fait de conception Sachs (d'après un ancien brevet Maïco), elle était empruntée aux routières (BMW R 45 - BMW R 65). Il faut cependant noter que tout emprunt d'élément au reste de la gamme sera accompagné d'une modernisation profonde qui bénéficiera à toutes les autres machines sortie à partir de 1980.
Par souci de rationalisation, le carter de pont étudié pour résister aux nouvelles contraintes de torsion induites par le bras oscillant unique doit également répondre aux impératifs des modèles routiers qui possèdent un système d'amortissement classique à deux amortisseurs. Ce carter intègre en effet la fixation inférieure de l'amortisseur droit des routières. Cet emplacement n'est pas utilisé quand ce carter est installé sur un Monolever, il ne résisterait pas à l’extrême pression infligée par l'amortisseur unique. Sur la G/S, le mono-amortisseur est donc directement fixé sur le bras oscillant. Il faudra attendre fin 1984 et la production des routières reprenant le système Monolever pour voir apparaître simultanément sur les RT et sur la G/S un carter renforcé complètement spécifique à ce mode de suspension. Dans l'attente de la sortie de ce carter renforcé, fut provisoirement adapté dès la fin 1983, un carter modifié. Si ce n'est un peu de poids supplémentaire, cette nouveauté n'apporte rien à la G/S puisqu'elle son amortisseur unique restera fixé sur le bras oscillant.

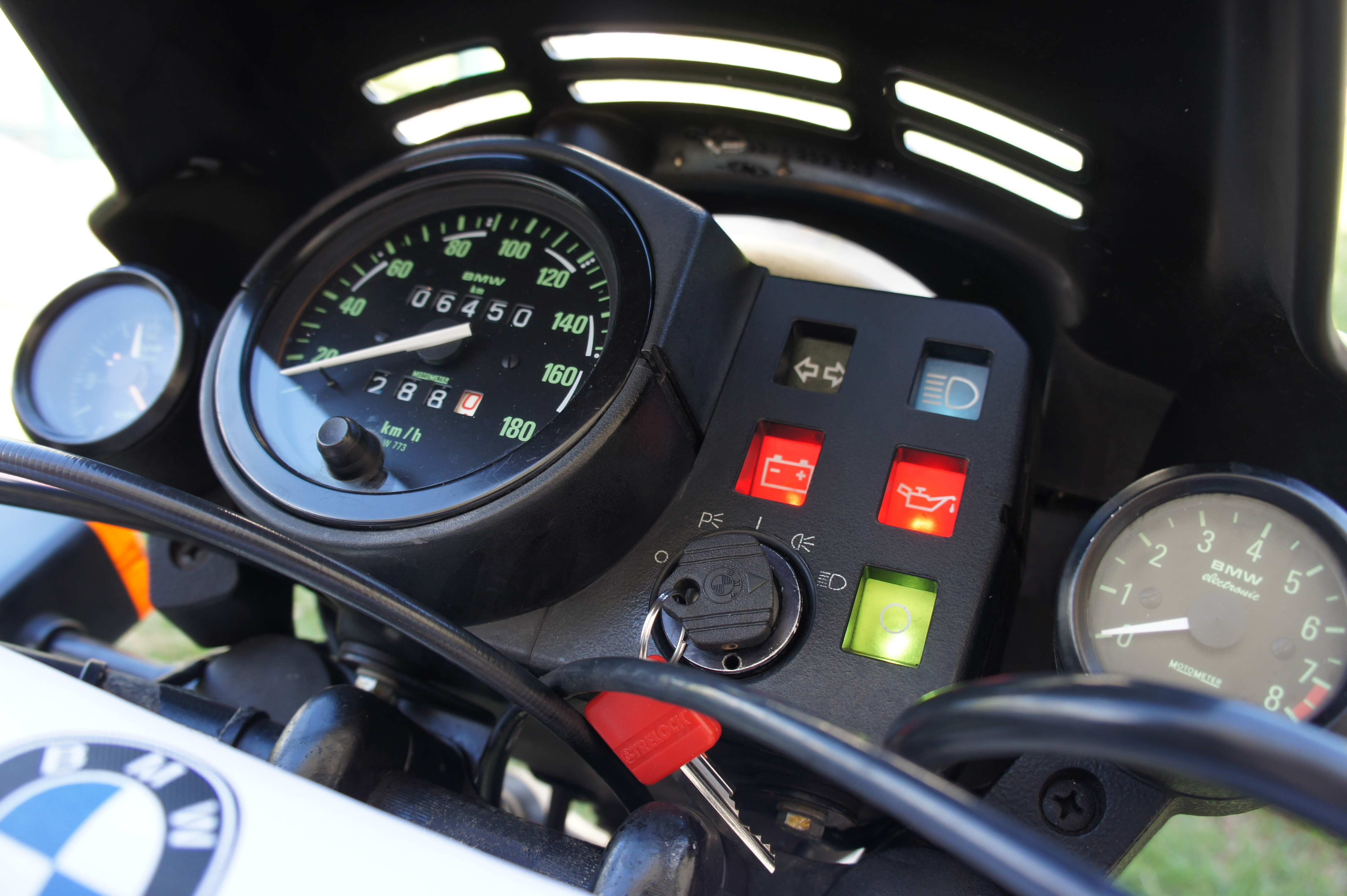
Un tableau de bord complet pour l'époque, cependant l'horloge et le compte-tours étaient en option. La tête de la clé de contact se replie et s'utilise ainsi comme un bouton sélecteur.

La R 80 G/S est le premier trail à être équipé d'un frein à disque (unique, et à l'avant seulement). La sortie de cette machine fut également l'occasion pour la marque d'inaugurer une nouvelle composition de la garniture des plaquettes de frein. Elles étaient en effet pour la première fois constituées d'un mélange de résine et de métal (sans amiante) censé améliorer le freinage en milieu humide ainsi que la dissipation de la chaleur. Ces plaquettes étaient de qualité Textar T 290 (gravé à l’arrière des plaquettes) et portaient sur le côté un trait vert et quatre traits jaunes. À l’époque, le freinage était jugé comme particulièrement performant pour un trail. Ce sentiment était toutefois pondéré par une fourche qui vrillait sur les freinages appuyés. Un rigidificateur de fourche sera proposé en accessoire, il sera plus tard monté en série.

### Options
La carrosserie blanche (couleur Alpine White code BMW 146) avec selle orange est la seule proposée la première année de commercialisation, Cet assortiment de couleurs ne faisant pas l'unanimité, le bleu foncé (couleur Pacific Blue Metallic code BMW 130) apparaîtra sur le modèle 1982 avec une selle noire. À partir de juin 1985, les fourreaux de fourche passent au noirs, il en sera de même pour les cache-culbuteurs en 1986. À compter de 1986 toujours, l'ensemble des plastiques passe au blanc avec un réservoir au choix rouge (Henna Red, code BMW 052), bleu (Tuareg blue code BMW 234) ou blanc. Ces versions pouvaient être équipées d'une selle rouge, bleue ou noire. Voici ci-dessous le récapitulatif des coloris des différents millésimes.
Les options disponibles début 1980 sont : des protège-cylindres tubulaires supportant une béquille latérale (indissociables), une horloge, un compte-tours, un porte-bagages, un support de valise pour le côté droit uniquement (indissociable du porte-bagages), une valise pour le côté droit de couleur blanche ou noire (la valise Krauser déjà utilisées sur les routières). L'installation d'une valise Krauser du côté gauche n'était pas une possibilité envisagée par BMW, d'ailleurs la fixation pour le support de la valise de gauche n'était pas présent sur le porte-bagage (elle le sera début 1982). Le support gauche existait pourtant dès 1981, mais la présence du silencieux d’échappement relevé augmentait trop la largeur de la machine une fois la valise Krauser en place. En octobre 1982, des valises de type Touring spécifiquement étudiées pour les G/S furent proposées elles présentaient l'avantage de posséder des fermetures plus fiables, tout en proposant une valise gauche plus étroite compensant la largeur due à la proéminence de l'échappement. La possibilité d'équiper un trail avec des valises était une nouveauté et ajoutait à la polyvalence de la G/S.

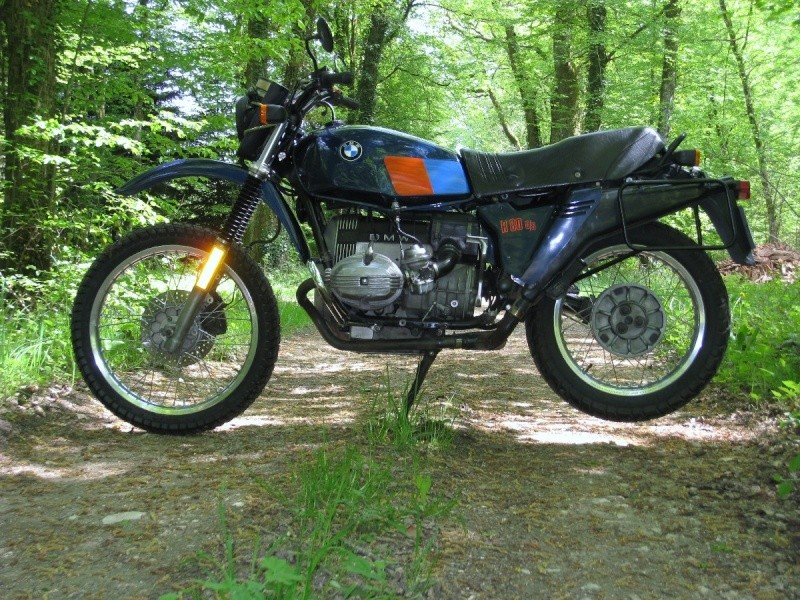
Couleur Blue pacific à partir de 1982.

Le circuit électrique était fiable et proposait une tension de 12 V alors qu'à cette époque les trails étaient généralement équipés en 6 V.
Au tout début de la production, un démarreur électrique de marque Boch d'une puissance de 700 W sera proposé en option (avec une batterie de 16 A h à la place de celle de 9 A h), mais comme l'importante démultiplication du kick-starter et l'allumage électronique compliquaient le démarrage au pied, BMW décida dès la première année de production de le monter en série. En fait, la décision de ne pas monter le démarreur les premiers mois de production permettait d’annoncer un poids officiel record pour une telle machine. En effet, avec le démarreur et la batterie plus imposante, le poids à sec de la machine passe de 167 à 173 kg. Ainsi, une G/S de 1981 (donc avec démarreur), pèse 177 kg à sec et 189 kg en ordre de marche (avec 10 l d'essence), ce qui est aujourd'hui très léger pour une machine de cette catégorie et très proche des chiffres annoncés. En 1984, le kick devient une option.
L'alternateur est d'une puissance de 280 W, l'allumage est électronique et la variation de l'avance à l'allumage mécanique. Les antiparasites étaient résistifs (5 kΩ) et les bougies étaient donc non résistives (Bosch W7DC, Champion N9YC, NGK BP6ES ou Beru 14-7DU). Il est cependant possible à présent de monter des bougies résistives Bosch WR7DC+, adaptées à une plus forte résistivité. Ce type de bougie est officiellement désigné par Bosch comme l'équivalent de la W7DC.

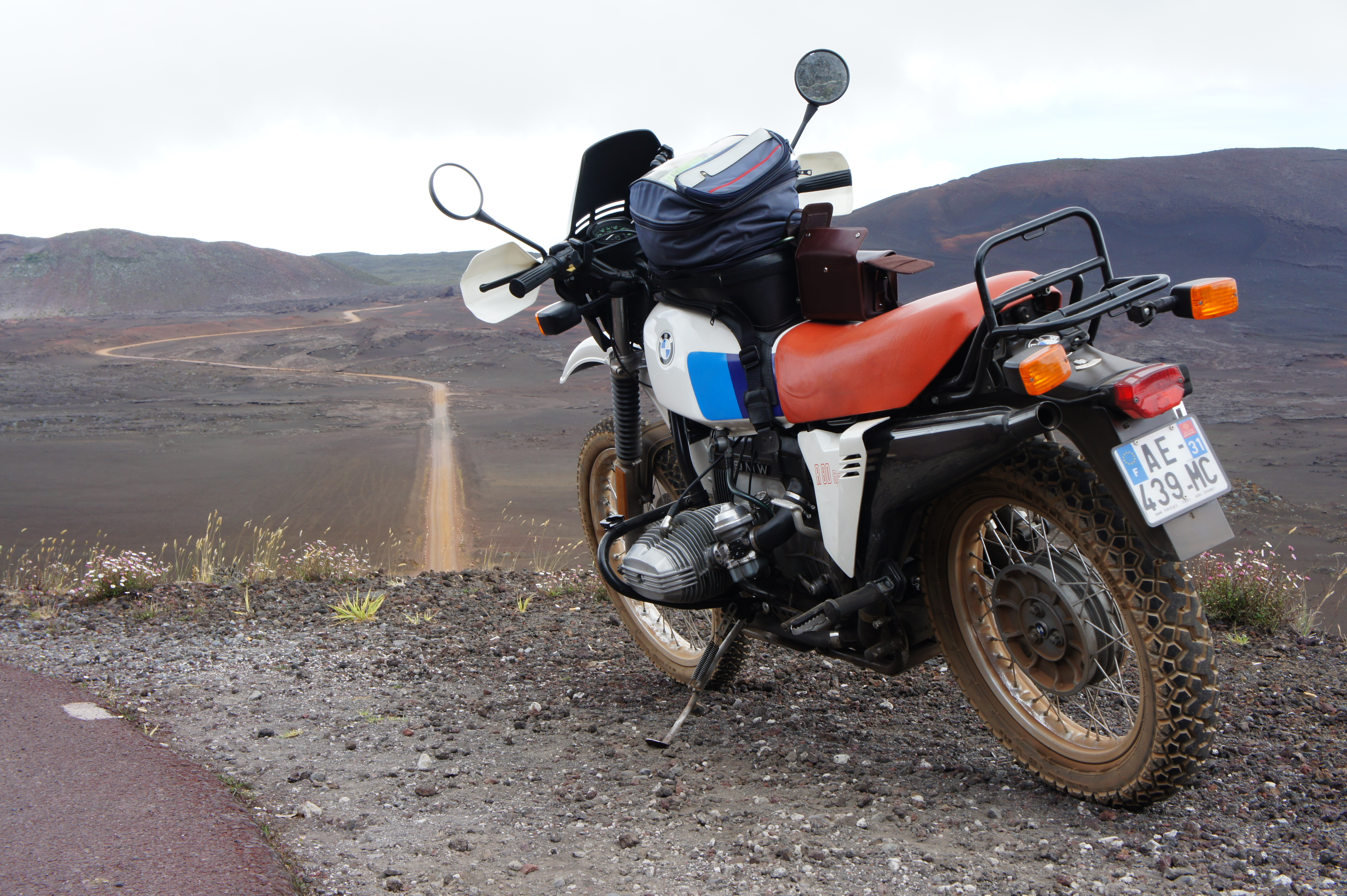
Une moto symbole d'évasion.

Le catalogue d'accessoires propose : un sabot moteur en aluminium enveloppant, un sabot de béquille centrale (en aluminium), des caoutchoucs pour les cale-pieds du pilote, des protège-mains (de marque Acerbis dans les premiers temps, BMW ensuite, un saute-vent s'installant par-dessus le capotage de phare, une prise accessoire 12 V pouvait se fixer via un kit optionnel sous le cache latéral gauche, un kit de poignées chauffantes, une sacoche de réservoir et des sacs pour les valises. Il existait également une trousse de secours, une trousse à outils plus complète que celle livrée d'origine (pourtant déjà bien garnie), ainsi qu'un indispensable rigidificateur de fourche. Le tube supérieur du cadre abritait d'origine une pompe à main qu'il est possible de remplacer par un antivol spécifique articulé en son centre. Certains de ces accessoires ne furent proposés que bien après le début de la production de la G/S, certains même seulement à l'occasion de la sortie du modèle successeur en 1987.

### Évolution
Premier trail bicylindre, premier trail possédant un frein à disque à l'avant, premier trail à transmission par cardan, premier trail à posséder des pneus tout-terrains pouvant atteindre de telles vitesses, premières plaquettes de freins sans amiante, premier trail à avoir un bras oscillant unique, premier à posséder un démarreur électrique, premier également à posséder un phare H4. Il fut à sa sortie, le plus puissant, le plus coupleux, le plus rapide mais aussi le plus lourd des trails. La R 80 G/S marque un tournant dans la production motocycliste et donne le top départ aux superlatifs dans le domaine du trail.
Elle coûtait à sa sortie l'équivalent de 3 570 € (11 600 € en mars 2021 avec l'inflation).
Elle évoluera discrètement mais régulièrement au cours de sa production. Entre 1981 et 1983, la selle sera redessinée et sa garniture affermie et à partir d'avril 1983, il sera possible de l'équiper d'une selle plus basse (en noir seulement), le pot ne sera plus peint mais chromé anodisé noir afin de mieux résister à la corrosion, la jante arrière sera élargie, passant de 2,15 B X 18 (marque Weinmann) à 2,50 B X 18 (marque Akront), la jante avant (de marque weinmann puis Akront) restera en 1,85 B X 21, le piston du maître-cylindre de frein avant passera de 13 à 12 mm, la came de frein arrière sera modifiée, le diamètre de l'axe de sélecteur de vitesses sera augmenté, la béquille centrale sera renforcée ainsi que la boucle arrière du cadre, la fourche sera rétrofitée fin 1982, l'amortisseur arrière de marque Bilstein sera renforcé (tige et œillet) en septembre 1983, la bobine et l'allumage électronique seront retouchés ainsi que la carburation. En février 1985, la culasse (soupapes) devient compatible avec le carburant sans plomb. Bien d'autres petites modifications seront apportées, visant à toujours améliorer le confort, la fiabilité et la rentabilité.
En avril 1982, une version plus routière de la G/S sera produite : la R 80 ST. Cette machine devint ainsi le premier scrambler conçu à partir d'un trail. En effet, si la G/S était le point moyen entre une routière et une enduro, la R 80 ST devint un point moyen entre un trail et une routière, un concept un peu flou pour la clientèle qui boudera cette machine aux grandes qualités. À cette occasion, les roues arrière de G/S et de ST seront uniformisées, le déport des rayons sera augmenté afin que le pneu bas monté sur la ST ne frotte pas sur le bras oscillant.

### Fin de production
En juillet 1987, après sept ans de présence au catalogue et 21 864 exemplaires fabriqués, la production de la R 80 G/S est arrêtée.

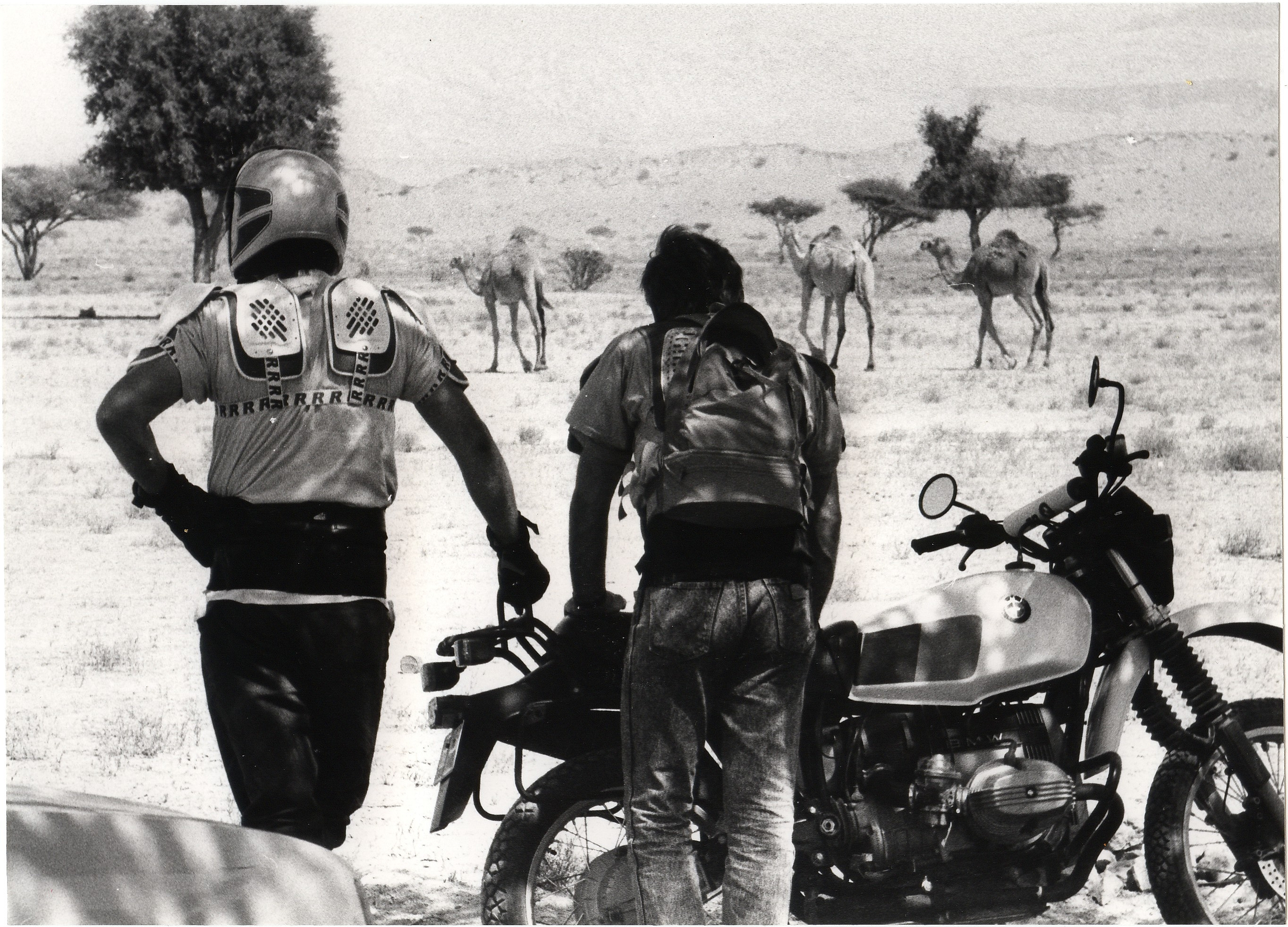
Une moto symbole d'aventure.

Le modèle sera encore représenté de fin 1987 à 1992 par la R 65 GS (« GS » est écrit sans slash afin de coller au reste de la nouvelle gamme). Une moto quasi identique à la R 80 G/S mais à la cylindrée revue à la baisse et au rapport de pont raccourci. Cette machine, ne sera importée en France que pour l'administration et sera pour cela modifiée par BMW afin d’être adaptée à cette fonction. Ainsi, elle sera équipée du réservoir des nouvelles R 100 GS d'une contenance de 24 l et de la selle optionnelle basse des R 80 G/S. Comme la selle de G/S ne remontait pas sur ce réservoir de GS, celui-ci était recouvert dans sa partie arrière d'une épaisse plaque en plastique souple. Cela permettait de masquer l’anneau saillant présent sur un réservoir de GS. De même lors de cette adaptation, une large cale en caoutchouc prenait place sur le cadre au niveau de la partie arrière du réservoir.
La relève de la R 80 G/S viendra en fait de deux nouveaux modèles présentés par BMW en 1986 (soit un an avant la fin de la production de la G/S) : la R 80 GS (sans slash) jamais importée en France, et la R 100 GS avec un moteur de 980 cm3 de cylindrée. L'appellation « GS » remplace l'ancien « G/S », le « G » signifie toujours « Gelände » mais le « S » qui signifiait « Strasse » pour « tout terrain » correspond à présent à « Sport ». L'absence de slash sur la nouvelle appellation signifie qu'en allemand les deux mots sont accolés. GS signifie « Geländesport » pour « sport hors route » quand G/S signifiait « Gelände/Strasse » pour « Tout terrain et Route ».
Même si la filiation est flagrante, (les moteurs des R 80 G/S et R 80 GS sont semblables) très peu de pièces sont communes entre les G/S et les GS. Outre la cylindrée en hausse concernant la BMW R 100 GS, les principales évolutions se situent au niveau de la partie-cycle : cadre, suspensions, frein avant, réservoir, habillage, etc., et notamment un système d'articulation du pont dit « Paralever » censé éliminer les effets ressentis avec le pont Monolever de la G/S lors des accélérations/décélérations. Cette machine apportera une plus grande rigueur à la conduite, mais un poids plus important et la fiabilité du Paralever sera mise en doute.
Il est important de souligner que les R 80 G/S et BMW R 80 GS sont donc deux modèles de motos différents.
Avant 1980, la branche moto de BMW (BMW Motorrad) était en perte de vitesse, son existence même était menacée. Le renouveau incarné par la R 80 G/S relança la marque de façon durable. Les GS actuelles représentent encore de nos jours l'un des plus grands succès motocyclistes au monde.

## Série limitée Paris-Dakar

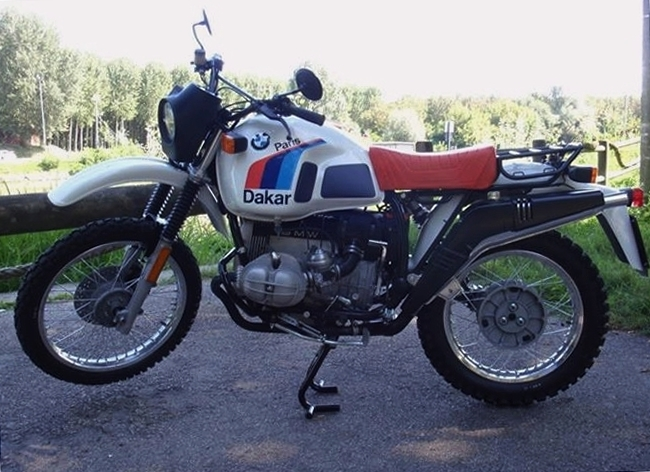
Version Paris-Dakar de 1984.

Déjà en 1979, Jean-Claude Morellet dit « Fenouil » avait montré l'opportunité du choix d'un bicylindre BMW pour gagner un rallye. En 1981 et 1983, l'essai est transformé, Hubert Auriol puis Gaston Rahier en 1984 et 1985, mènent leurs BMW sur la première marche du podium du rallye Paris-Dakar. BMW leur avait choisi des équipiers de très haut niveau, ainsi, Fenouil, Bernard Neimer, Heddie Hau, Raymond Loiseau, confirment par leur classement, l'excellence des G/S dans cet exercice. Fenouil avait tracé le chemin en étant le premier à piloter une BMW sur le Dakar alors que la G/S n'existait pas encore.
Malgré d’inévitables déboires, les rallyes furent une belle preuve de la fiabilité de ces machines et de l'opportunité des choix.
Le rallye est au sommet de sa popularité, et l'impact économique de ces victoires doit être exploité. Aussi, BMW sort dès 1984 une version « Paris-Dakar » offrant un équipement plus adapté aux longs périples. Ce modèle, présenté par BMW comme une série limitée de la R 80 G/S, fut en quelque sorte le premier des modèles de type « Adventure » des GS plus récentes. Encore un nouveau chemin tracé par les G/S.
La R 80 G/S Paris-Dakar dispose d'un réservoir d'une capacité de 32 litres (sur lequel est apposé un autocollant avec la signature de Gaston Rahier). Son volume impose l'ajout de deux butées de cadre afin de limiter le rayon de braquage. Ce réservoir descendait bas vers les cylindres, aussi pour éviter que les durites ne chauffent, les robinet à sortie verticale des G/S classiques furent changés par des robinets à sortie horizontale. Par souci de rationalisation, ces robinets seront également montés sur tous les modèles de G/S. La selle orange monoplace est prolongée par un porte-bagages plus long que sur la version classique, les pneus sont orientés tout-terrain (Michelin T61). Ce modèle Dakar dispose également d'un rigidificateur de fourche. Les pare-cylindres associés à la béquille latérale en option sur la G/S sont ici livrés de série. Les caches latéraux disparaissent, leurs tétons de maintien sur le cadre sont cachés par des tampons en caoutchouc. Le pot d'échappement chromé et sa tôle de protection noire proviennent directement de la R 80 ST sortie deux ans plus tôt. Le garde-boue arrière passe du noir au blanc (à partir de 1986, il sera blanc sur toutes les G/S). La fourche est inchangée, elle avait déjà été retouchée sur le modèle classique en novembre 1982. Un amortisseur Bilstein à gaz conçu pour la G/S fut sorti des cartons à l'occasion de la production de la Dakar. Plus performant, il possédait une bonbonne séparée contenant de l'azote sous pression afin d’améliorer la qualité et la constance de l'amortissement. Outre la précontrainte du ressort, cet amortisseur ne proposait aucun réglage supplémentairement. Le kick est en option, les autres accessoires disponibles pour la G/S classique l’étaient également pour cette série limitée.

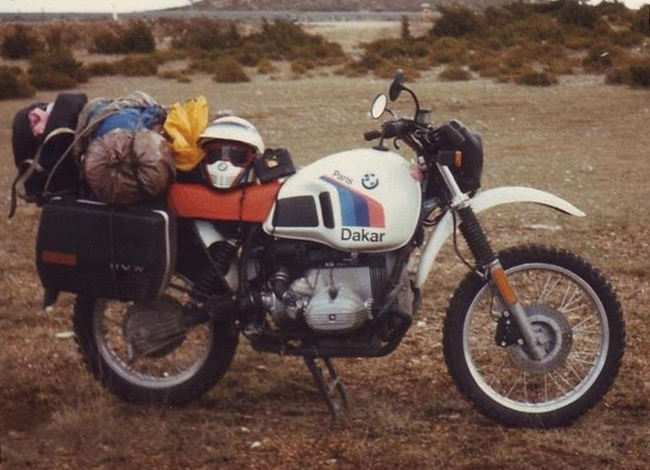
Même non préparée, la G/S Dakar était prête pour l'aventure.

L'ensemble des accessoires montés sur la version Paris Dakar font grimper le poids à sec de 19 kg.
Du fait de la selle monoplace, cette machine ne comporte pas de repose pieds passager, elle est cependant homologuée pour deux places, BMW laisse ainsi la possibilité à l'acheteur de la transformer en biplace par l'ajout de repose-pieds et le remplacement de la selle par le modèle biplace de la G/S classique.
La batterie de 12 V passe et 16 Ah à 20 Ah, le porte-bagages long livré avec la version Paris Dakar permet le montage simultané du porte-bagages classique.
Les équipements spécifiques à cette version furent principalement diffusés sous la forme d'un kit simplifié permettant de transformer les R 80 G/S standards de tout millésime. Ces Kit montés (ou commercialisés) en concession n'étaient constitués que d'un porte bagage pour selle monoplace, du réservoir de 32 litres et de la selle monoplace. Le reste des équipements (silencieux d'échappement noir, équipement plastiques…) restait celui de la G/S standard.
La série limitée Paris-Dakar ne fut tout d'abord produite qu'à 250 exemplaires, dont la très grande majorité fut réservée à l'Allemagne. En France, seulement cinq exemplaires seront importés, cinq également vers le Canada. Toujours en France, ces rares modèles ne furent pas commercialisés mais offerts à des personnalités. Yves Mourousi, le « Monsieur Moto » de la fin des années 1970, fut l'un des heureux élus.
L'usine assemblera ensuite 2 725 autres Paris-Dakar, ce qui fait au total 2 975 exemplaires de R 80 G/S Paris-Dakar produits, l'ensemble de ces machines sont officiellement reconnues par BMW comme des modèles Paris-Dakar, sans distinction de séries. Les machines transformées en Paris Dakar après la sortie de l'usine, ne sont pas reconnues comme des séries limitées « Paris-Dakar » par le service historique BMW.
La moto comme le kit n'existeront qu'en version blanche (Alpine White). La G/S Paris-Dakar coûtait à sa sortie en Allemagne l’équivalent de 5 173 € (10 650 € de 2021 avec l'inflation). Le prix d'un kit simple (réservoir, selle, porte-bagages) était de 600 € (1 250 € de 2021 avec l'inflation).
BMW annonce à l'occasion de la sortie de la Paris-Dakar un petit supplément de couple qui passe à 6 kg m au régime de 3 750 tr/min. En fait une fiche technique de novembre 1983 explique aux concessionnaires les modifications à effectuer sur la carburation des G/S déjà commercialisées afin de trouver sur celles-ci des caractéristiques équivalentes, et toutes les G/S vendues à partir de mai 1983 (soit un an avant la sortie de la Paris-Dakar) bénéficiaient déjà cette amélioration sans que cela soit annoncé. L'annonce de cette évolution sera donc réservée aux nouveautés de l'année modèles 1984. Cette optimisation de la carburation fait également baisser la consommation en carburant.
La commercialisation des kits « Paris Dakar » se prolongera bien après la fin de la production des R 80 G/S.

## Modèles Basic et Kalahari

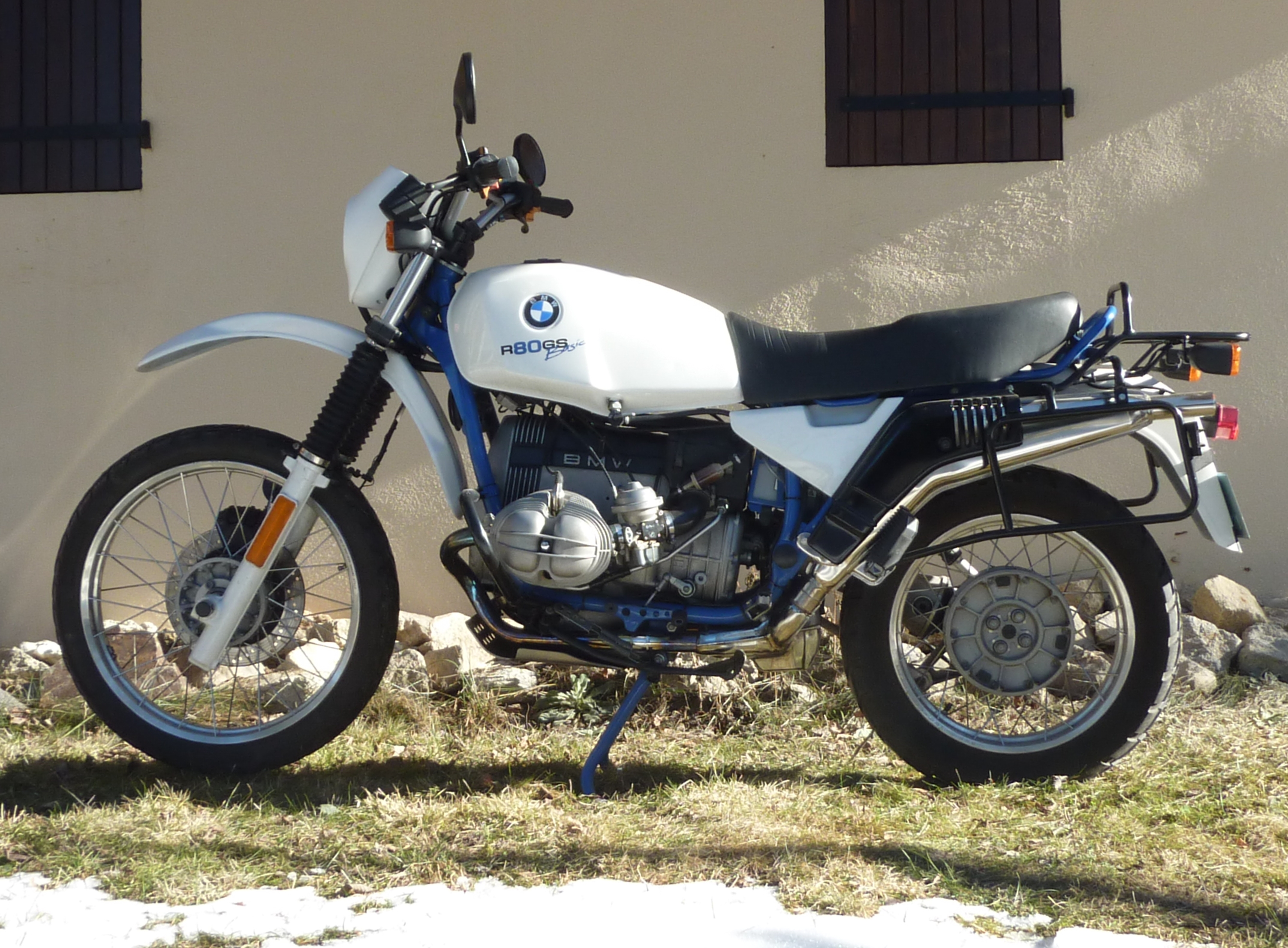
La Basic, une GS déguisée en G/S en dernier hommage à cette dernière.

En 1996, alors que la production de la R 80 G/S était arrêtée depuis presque dix ans et que la R 1100 GS était commercialisée depuis déjà deux années, BMW sort à la surprise générale un nouveau modèle rendant hommage à la pionnière. Cette machine célèbre l’arrêt de la production des moteurs flat-twin culbutés à deux soupapes par cylindre, et BMW choisit comme symbole la mythique G/S.
BMW plonge dans sa banque d'organe, et sort la R 80 GS Basic qui sera produite une seule année. Elle commémorera la carrière du premier trail BMW en arborant son apparence et son moteur. En effet, outre la motorisation, seul le capot de phare, le compte-tours et l'horloge sont semblables. Le réservoir est celui de la R 80 ST. L'amortisseur hydropneumatique à réservoir séparé de marque White Power est dérivé de l'amortisseur « sport » prévu en accessoire pour les GS. La selle est spécifique à ce modèle ainsi que la boucle arrière de cadre. Le reste provient du modèle R 80 GS sorti en 1987. On retrouve donc entre autres le même cadre, les mêmes roues avec des jantes permettant le montage de pneus tubeless (qui fut une première mondiale sur une moto lors de la sortie des GS), le même système de bras oscillant unique articulé nommé « Paralever », Ce système de suspension arrière (commun à toutes les GS) gommait les effets induits à l’accélération et à la décélération par le cardan, il se montrait cependant plus fragile à l'utilisation que le Monolever de la R 80 G/S, particulièrement lorsque l'amortisseur est très sollicité ou usé.
La R 80 GS n'ayant jamais été importée en France auparavant, cette Basic représente par sa philosophie et son esthétique, un retour de la légende R 80 G/S sur le sol national.

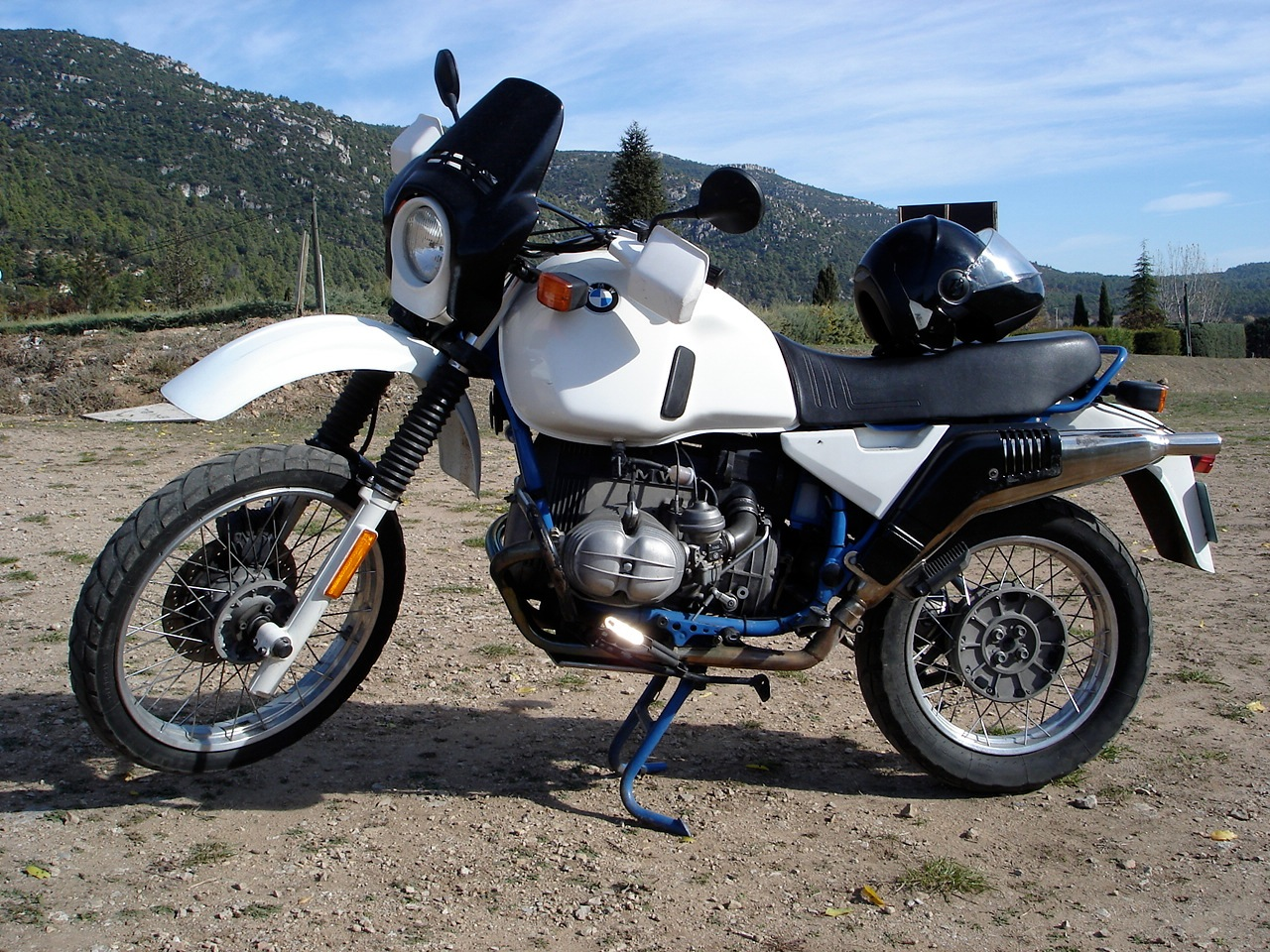
La Kalahari. À l'origine, le déflecteur de phare était blanc.

Le cadre et la béquille centrale sont peints en bleu (Bleu Santorin code BMW 318) alors que l'habillage est blanc (Alpine White, code BMW 146). Afin de souligner le clin d'œil au passé de la marque, les caches culbuteurs sont ronds. La publicité de l'époque revendique d'ailleurs ce retour en arrière par le slogan : « come back to basic ! » (revenez à la base).
Elle était vendue 15 500 DM, soit 7 925 € (l'équivalent de 11 000 € de 2021 avec l'inflation) et fut produite à 3 003 exemplaires dont seulement 50 destinés à la France.
Le moteur fut équipé du système SLS (Sekundärluftsystem, en français : système d'air secondaire), un dispositif simple censé contenir le taux de pollution du moteur par la gestion de l'air à l'admission. Ce système compatible avec tous les flats de l'époque, n'était nouveau que pour l'Europe, il date en effet de 1979 et certains pays l'avaient donc déjà adopté bien avant 1996, notamment sur les R 80 G/S.
La Basic pouvait être équipée en accessoire du réservoir de la R 80 G/S Paris Dakar de 1984. Quand ce réservoir était vendu pour une Basic, il était livré avec deux cales à ajouter dans la fourche afin de précontraindre le ressort et compenser ainsi le poids supplémentaire sur l'avant, surtout au freinage. Ces cales de fourche étaient déjà installées sur les R 80 et R 100 GS Paris-Dakar tous modèles de 1987 à 1995. Le système de verrouillage du réservoir était spécifique afin de pouvoir être crocheté sur l'épine dorsale du cadre de la Basic.
La fourche pouvait être également modifiée par l'adjonction d'une cartouche interne. La fourche ainsi modifiée est dite « sport ». À l'instar de la fourche classique, la fourche sport se voyait adjoindre deux cales si un réservoir Dakar était installé. Cette fourche sport imposait l'installation de supports de clignotants spécifiques.
La même année et sur la même base, sera produite la R 80 GS Kalahari (du nom d'un désert d'Afrique du Sud). Ce modèle uniquement destiné au marché sud-africain est en fait une Basic équipée en série des options : réservoir Paris Dakar type 1984, capotage de phare de R 80 GS modèle 1987 et pare-mains. La fourche possédait le kit sport et les cales de précontrainte. La Kalahari n'était donc qu'une R 80 GS Basic équipée d'accessoires également disponibles en Europe pour cette dernière. Seuls les autocollants « Kalahari » étaient finalement spécifiques. La Kalahari ne fut produite qu'à soixante exemplaires.
La Basic est donc une très proche cousine de la R 80 G/S. La rigueur et le confort supplémentaires proposés par sa partie-cycle ne se font toutefois pas sans un bel embonpoint; en effet entre le premier modèle de R 80 G/S et cette R 80 GS Basic, il existe une différence de poids de 43 kg (210 kg pour la Basic, contre 167 kg pour la première G/S sans démarreur).
Les R 80 GS et R 100 GS (sans slash) voient leur production arrêtée l'année de la sortie des R 80 GS Basic et Kalahari.
Ces séries limitées permirent d'écouler une partie du stock de pièces détachées (boites, moteurs, réservoirs, etc.) de G/S, GS et ST.
Elles seront les dernières BMW à être produites avec un moteur culbuté à deux soupapes par cylindre. La saga des GS ne faisait que commencer et elle se poursuit encore aujourd'hui.